# Isaac Vossius

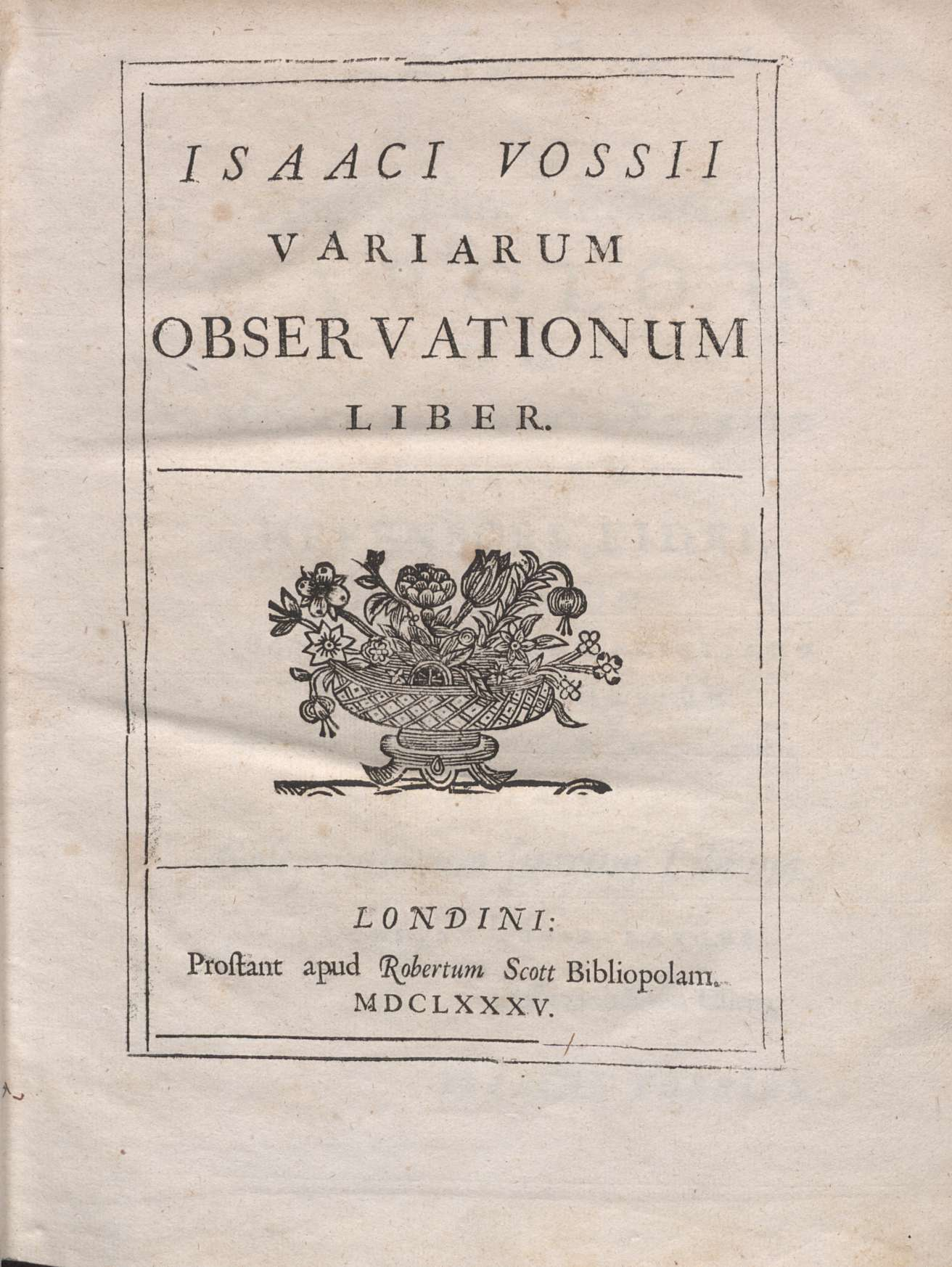
Variarum observationum liber, 1685

Isaac Vossius (Leida, 1618 – Windsor, 21 febbraio 1689) è stato un bibliotecario, saggista e collezionista di manoscritti olandese.

## Biografia
Era figlio di Gerhard Johann Vossius e mise insieme quella che era la migliore biblioteca personale del mondo. Era noto per la sua eccentricità ed era cresciuto in una famiglia erudita, immerso fin dalla tenera età in greco antico, geografia antica e arabo. Dal 1641 viaggiò per l'Europa, visitando l'Inghilterra, la Francia e l'Italia (in particolare Firenze), conoscendo studiosi come James Ussher e Hugo Grotius e cominciando la propria collezione di manoscritti, finché nel 1644 tornò nella città natia per diventare bibliotecario della città. Lo stesso anno divenne Fellow of the Royal Society di Londra.
Nel 1648 diventò bibliotecario di corte di Cristina di Svezia, accompagnato dall'amanuense Cornelius Tollius, ma ostacolato da Claudius Salmasius. Alla morte del padre nel 1650, spedì la sua biblioteca personale in Svezia, che poi però abbandonò all'abdicazione della regina; Cristina, da lui raggiunta a Bruxelles, liquidò il suo compenso in libri, fra cui il Codex Argenteus.
Nel 1670 si trasferì in Inghilterra e divenne Canonico di Windsor.

## Opere (selezione)
- (LA) Isaac Vossius, De motu marium et ventorum, Adriaen Vlacq, 1663.
- (LA) Isaac Vossius, De poematum cantu et viribus rythmi, Robert Scott, 1673.
- (LA) Isaac Vossius, Variarum observationum liber, Robert Scott, 1685.
- (LA) Isaac Vossius, Observationum ad Pomponium Melam appendix, Robert Scott, 1686.